# 1998年4月23日阿尔巴尼亚—南斯拉夫边境冲突
1998年4月23日上午，科索沃解放军的一群战士在代查尼西边的科沙雷哨所附近遭到了南斯拉夫军边防部队的伏击，但是规模并不大。这些武装分子试图通过阿尔巴尼亚北部将武器和物资走私到科索沃。在随后的袭击中，共有19人被杀以及两人被捕，南斯拉夫方面没有任何伤亡。一些武装分子撤退到阿尔巴尼亚，而另一些则设法突破伏击，越过南斯拉夫边界进入科索沃。在冲突之后，南斯拉夫军队没收了武装分子所运输的大量武器。
阿尔巴尼亚北部和科索沃西部的村民报告说，他们在伏击地点附近听到了爆炸声，并在第二天的大部分时间里看到直升机从头顶飞过。阿尔巴尼亚官员后来指称，其中两架直升飞机侵犯了该国领空，阿尔巴尼亚将精兵部队调到南斯拉夫边界作为回应。南斯拉夫当局指控阿尔巴尼亚支持科索沃解放军。作为对这次伏击的回应，美国官员表示他们将推动对南斯拉夫重新实施制裁，并表示他们将寻求冻结该国的海外资产。一些阿尔巴尼亚消息来源指称，这些人并没有遭到伏击，而是被南斯拉夫保安部队绑架和杀害，这种说法无法得到西方记者的证实。但是到了同年晚些时候，国际特赦组织证实这些人是在越境走私武器时遭到伏击身亡的。

## 背景
第二次世界大战之后，科索沃获得了塞尔维亚社会主义共和国（南斯拉夫社会主义联邦共和国的六个组成国之一）内的自治省的地位。1980年南斯拉夫长期执政的独裁者约瑟普·布罗兹·铁托去世后，南斯拉夫的政治体系开始瓦解。1989年，贝尔格莱德撤销了科索沃的自治权。科索沃是一个以阿尔巴尼亚人为主体的省份，对塞尔维亚人来说具有重要的历史和文化意义。虽然19世纪中期以前塞尔维亚人在科索沃占多数，但是到了1990年，塞族人只占总人口的10%。由于人数不断减少，塞族人开始担心他们会被阿尔巴尼亚人“排挤”出去，民族紧张局势进一步恶化。科索沃的自治权一被废除，塞尔维亚总统斯洛博丹·米洛舍维奇就任命了一个由塞族人和黑山人管理的少数派政府来监督该省，由来自塞尔维亚的数千名全副武装的准军事部队强制执行。阿尔巴尼亚文化受到有计划的破坏，成千上万在国有企业工作的阿尔巴尼亚人失去了工作。
1996年，一群自称科索沃解放军的阿尔巴尼亚民族主义者开始攻击南斯拉夫军队和塞尔维亚内政部在科索沃的下辖机构。他们的目标是将该省从南斯拉夫的其他部分中分离出来。1991年至1992年，斯洛文尼亚、克罗地亚、马其顿和波斯尼亞黑塞哥維那脱离了南斯拉夫，剩下的只是一个由塞尔维亚和黑山组成的残余联邦。起初，科索沃解放军进行了打了就跑的游击。它很快在科索沃的阿尔巴尼亚年轻人中流行起来，他们中许多人反对政治家易卜拉欣·鲁戈瓦所倡导的对南斯拉夫当局采取非暴力抵抗，而是倾向于一种更激进的方式。1997年，邻国阿尔巴尼亚发生武装起义，导致阿尔巴尼亚军队仓库的数千件武器被洗劫。这些武器中有许多最终落入科索沃解放军手中，从而使该组织得到了极大的发展。除此之外该部队通过贩运毒品、武器和人口以及通过散居在外的阿尔巴尼亚人捐款已经拥有大量战争资金。两国跨境武器走私猖獗，而负责保卫南斯拉夫边境的部队是第549摩托化旅，由博日达尔·德利奇将军指挥。
1998年3月，南斯拉夫军和塞尔维亚警察袭击了科索沃解放军领导人阿德姆·贾沙里的住所，杀死了贾沙里和他最亲密的伙伴以及大部分家人。这次袭击促使数千名年轻的科索沃阿尔巴尼亚人加入科索沃解放军，加剧了科索沃紧张气氛，起义最终于1998年春天爆发。

## 时间线

### 冲突
按照德利奇的说法，4月23日凌晨5时45分，第549机动旅第53边境营的士兵在科沙雷哨所附近遇到了一群150至200名武装分子，他们试图通过代查尼以西的北阿尔巴尼亚非法进入科索沃。反政府武装已经在阿尔巴尼亚和南斯拉夫边境集结了一段时间，期待着南斯拉夫军再次发动进攻。南斯拉夫当局说，这些武装分子是“武装渗透者”，他们在阿尔巴尼亚的军事营地接受训练，企图向科索沃走私武器。按照德利奇的说法，武装分子在人数上远远超过了边境巡逻队。配备榴弹炮和火箭发射器的巡逻队伏击了该武装组织，引发了激烈交火。据报道，冲突持续了一整夜，科索沃边界村庄巴图斯的阿族居民报告说，第二天有炮火和直升飞机飞过头顶。
南斯拉夫军在冲突中没有人员伤亡。19名武装分子被打死，1人受伤，另外2人被捕。这是自上个月贾沙里的院舍遭到袭击以来，科索沃所发生最致命的战争相关事件。初步报告显示，有16到23名武装分子被杀。其中9名被击毙的武装分子来自位于代查尼附近的埃里克村，这里距离阿尔巴尼亚边境约9.7（6.0英里）。德利奇确认被俘的武装分子分别是加兹门德·塔希拉伊（来自埃里克的英语教授）和伊伯尔·梅塔伊（来自埃里克的农业技术员）。据德利奇报道，剩余的武装分子要么成功突破了伏击，抵达科索沃，要么逃回阿尔巴尼亚。由军方拍摄、后来在南斯拉夫电视台播出的画面显示，战场上散落着枪支、弹药和三名武装分子的尸体。南斯拉夫军报告缴获4公噸（3.9長噸；4.4短噸）武器和弹药，包括120箱地雷。

### 后果

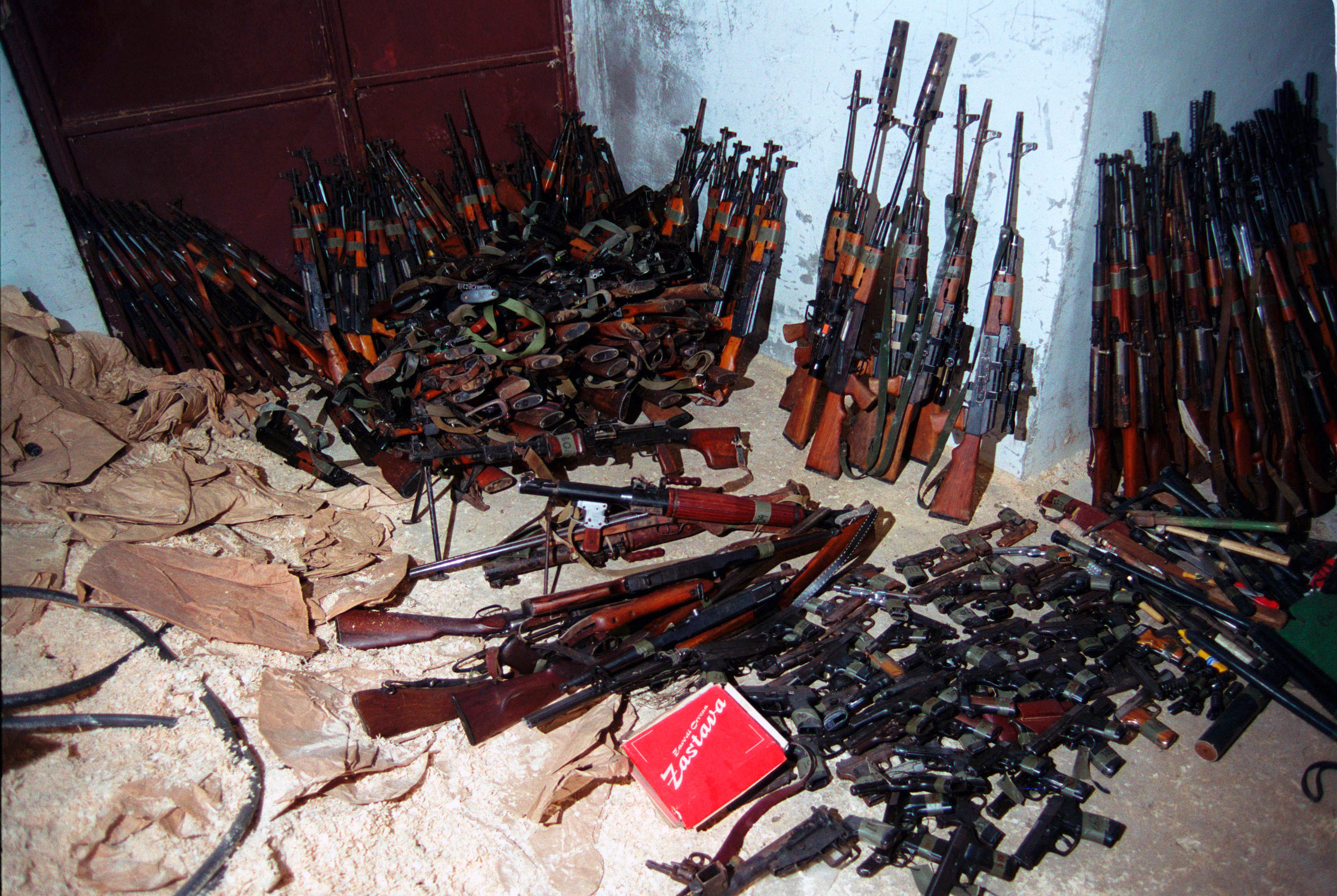
1999年7月从科索沃解放军没收的武器样本

在前南斯拉夫问题国际刑事法庭对米洛舍维奇的审判中，德利奇作证说，一名来自尼什的调查法官在战斗结束后不久访问了科沙雷哨站，并进行了现场调查。出于“安全考虑”，记者们不允许访问现场。4月24日，西方记者看到南斯拉夫军人员在代查尼以南距离阿尔巴尼亚边境约24（15英里）挖掘迫击炮阵地。军队表示，在此前两天，他们一直在与叛军交火。
美国国务院承认，它已经收到了阿尔巴尼亚边境“无数人死亡”的报告。美国国务院发言人詹姆斯·鲁宾说，科索沃的局势“相当令人不安，极其危险”。美国官员说，作为对暴力事件的回应，他们将敦促冻结南斯拉夫的海外资产，并在国际上禁止与南斯拉夫的对外贸易。作为回应，南斯拉夫军方发表了一份声明，要求西方国家向科索沃的阿族领导人施加压力，“如果他们真的希望科索沃问题得到和平和政治解决，就应该放弃和谴责恐怖主义。”声明还指责阿尔巴尼亚“训练、渗透和非法武装恐怖分子”，并要求西方国家向该国施加压力，使其停止此类活动。阿尔巴尼亚否认支持科索沃解放军的叛乱，并指称南斯拉夫的两架直升机侵犯了其领空。南斯拉夫否认有任何侵犯人权的行为。因此，阿尔巴尼亚军队和警察处于高度戒备状态，该国在其边界驻扎精锐部队。
4月27日，9名阵亡的武装分子被埋葬在埃里克，大约400名阿尔巴尼亚族人参加了他们的葬礼。死者的年龄从17岁到45岁不等。村民们声称，有些死者是在死亡前几天被捕的，因此不可能像南斯拉夫当局所说的那样遭到伏击，但是这种说法无法得到西方记者的独立证实。在1998年的一份报告中，国际特赦组织确认这19人是在试图向科索沃走私武器时遭到伏击而死亡的。